# تاجا موهورتشيتش
تاجا موهورتشيتش (بالسلوفينية: Taja Mohorčič)‏ مواليد 24 أبريل 1989 في جمهورية يوغوسلافيا الاشتراكية الاتحادية، هي لاعبة كرة مضرب سلوفينية سابقة. أعلى تصنيف لها في الفردي كان 957. أعلى تصنيف لها في الزوجي كان 733.

## النهائيات

### الزوجي (0–2)
| الحصيلة | الرقم | التاريخ       | الدورة                             | الأرضية | الشريك        | المنافس                        | النتيجة       |
| ------- | ----- | ------------- | ---------------------------------- | ------- | ------------- | ------------------------------ | ------------- |
| الوصافة | 1.    | 27 أغسطس 2007 | بورتشاتش، النمسا                   | ترابية  | ناتاشا زوريتش | ستيفاني هايدنير إيفا ماريا هوخ | 2–6, 2–6      |
| الوصافة | 2.    | 9 مارس 2009   | لاس بالماس دي غران كناريا، إسبانيا | صلبة    | يانا بوتشينا  | لو جينغجينغ سان شنجنان         | 3–6, 6–7(1–7) |

## روابط خارجية
- تاجا موهورتشيتش على موقع رابطة محترفات التنس (الإنجليزية)
- تاجا موهورتشيتش على موقع الاتحاد الدولي لكرة المضرب (الإنجليزية)